# Junsele

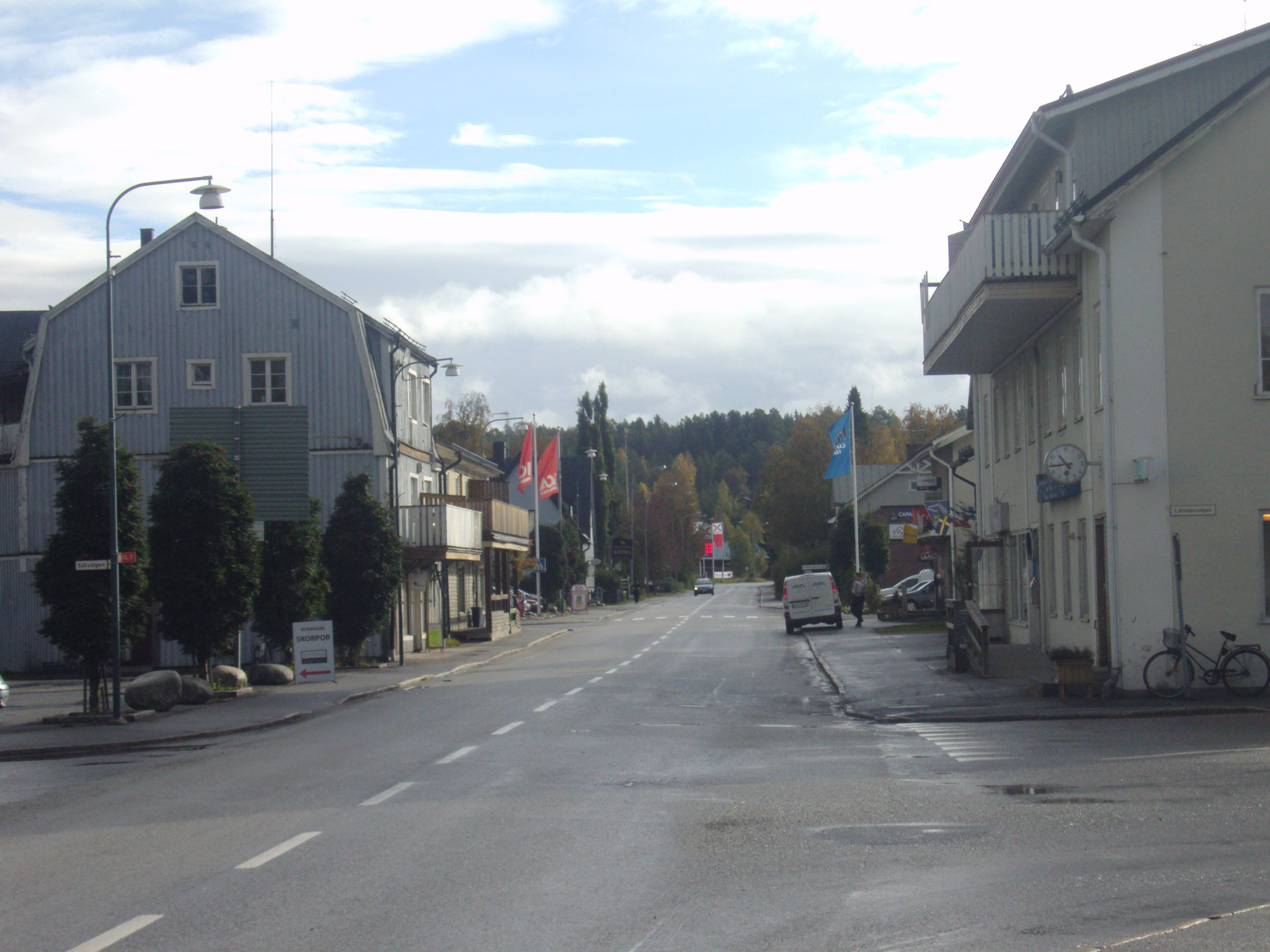
Köpmangatan

Junsele (ångermanländska [¹jɞ̞n̠ɧel, ¹jɶ̃ʃe̞l, ¹jɶnɧe̞l, ¹jɞnse̞l], regional rikssvenska [¹jɵnsele̞])  är en tätort i Sollefteå kommun och kyrkbyn i Junsele socken. Junsele ligger i nordvästra Ångermanland, vid Ångermanälven.
Länsväg 346 börjar i Junsele och går mot nordväst till Hoting. Riksväg 90 passerar genom orten från Sollefteå mot Åsele.

## Namnet
Namnet stavades Juensell år 1531 och (aff) Jönssijldh Sokne år 1535. Efterleden är en böjd form av sel "lugnvatten i å eller älv". Namnet har ursprungligen betecknat lugnvattnet vid centrum av Junsele, som sträcker sig från Edsforsen till Långbjörnsforsen. Förleden, som är svårtydd, har föreslagits hänga samman  med ettdera av ånamnen Juvanån eller Uman (där J- i så fall tillkommit genom sammansmältning av prepositionen i med namnet). Juvanån är namnet på ån från Juvansjön till Ysjön, medan den sista delen av ån från sjön Gösingen till lugnvattnet vid Junsele kyrka heter Uman.
Tolkningen av namnet Junsele (Iwnsel) är möjligen ett sel där det finns iglar. En annan forskare tycker att namnet består av Öden (det äldre namnet på grannbyn Eden) och "selet" syftande på selet vid Eden.

## Historia

### Befolkningsutveckling
| Befolkningsutvecklingen i Junsele 1960–2020 | Befolkningsutvecklingen i Junsele 1960–2020 | Befolkningsutvecklingen i Junsele 1960–2020 | Befolkningsutvecklingen i Junsele 1960–2020 | Befolkningsutvecklingen i Junsele 1960–2020 |
| ------------------------------------------- | ------------------------------------------- | ------------------------------------------- | ------------------------------------------- | ------------------------------------------- |
|                                             |                                             |                                             |                                             |                                             |
| År                                          |                                             |                                             | Folkmängd                                   | Areal (ha)                                  |
| 1960                                        | 1960                                        |                                             | 1 378                                       |                                             |
| 1965                                        | 1965                                        |                                             | 1 473                                       |                                             |
| 1970                                        | 1970                                        |                                             | 1 340                                       |                                             |
| 1975                                        | 1975                                        |                                             | 1 295                                       |                                             |
| 1980                                        | 1980                                        |                                             | 1 273                                       |                                             |
| 1990                                        | 1990                                        |                                             | 1 082                                       | 249                                         |
| 1995                                        | 1995                                        |                                             | 1 070                                       | 251                                         |
| 2000                                        | 2000                                        |                                             | 982                                         | 252                                         |
| 2005                                        | 2005                                        |                                             | 958                                         | 252                                         |
| 2010                                        | 2010                                        |                                             | 895                                         | 251                                         |
| 2015                                        | 2015                                        |                                             | 873                                         | 226                                         |
| 2020                                        | 2020                                        |                                             | 779                                         | 226                                         |
|                                             |                                             |                                             |                                             |                                             |

## Samhället
I Junsele ligger Junsele kyrka och Junsele djurpark. Det finns även slalombacke, elljusspår, tempererat utomhusbad, driving range, minigolfbana, tivoli, bowlinghall med restaurang, pizzeria, prydnadsbutiker och ICA Nära.
Junsele har en hembygdsgård med många byggnader från förr och stora samlingar av föremål.
År 1906 öppnade Hernösands enskilda bank ett kontor i Junsele. Senare hade även Ångermanlands folkbank har ett kontor i Junsele. Båda dessa banker hade på 1920-talet övertagits av Handelsbanken som länge hade ortens enda bankkontor. Den 23 november 2016 stängde Handelsbanken kontoret och orten kom att sakna bankkontor.

## Evenemang
En återkommande sommaraktivitet Junsele marknad inträffar i början av juli. Midsommar firas i rockabilly-anda och arrangeras av Wild West Cruisers på "Nipan". Rock & Bike-festivalen som hölls senare i juli månad, har lagts ned. Dessutom ägnas en stor del av juli åt en omfattande lägerverksamhet, ett evenemang som pågått i snart 50[när?] år.[källa behövs]
Varje år, på nyårsafton, premieras en person som gjort något bra för Junsele. Utmärkelsen heter Bärkspaddan (dialektalt för barkspade), och är en specialtillverkad barkspade. Barkspaden ingick i Junseles tidigare kommunvapen.
Junsele IF anordnade årligen till 2013 en stor ungdomsturnering i fotboll kallad Polarcupen.[källa behövs]